# Nayarit
Nayarit [naʝaˈrit], offiziell Freier und Souveräner Staat Nayarit (spanisch Estado Libre y Soberano de Nayarit), ist ein mexikanischer Bundesstaat, gelegen an der Pazifikküste. Hauptstadt ist Tepic.

## Geographie
Der Bundesstaat hat ca. 1.000.000 Einwohner auf 26.979 km². In der Hauptstadt Tepic leben etwa 330.000 Einwohner. Der Name Tepic stammt aus der indianischen Sprache des Gebiets und bedeutet „Ort zwischen Bergen“. Er liegt zwischen den Bundesstaaten Sinaloa und Jalisco, zu dem Nayarit bis 1885 gehört hat.
Nayarit ist weiter untergliedert in 20 Municipios. In Nayarit liegt die kleine Sumpfsiedlung Mexcaltitán, die gelegentlich für die Urheimat der Azteken gehalten wird.
Zu dem Bundesstaat gehören auch die Marias-Inseln.

## Bevölkerungsentwicklung
| Jahr | Einwohnerzahl |
| ---- | ------------- |
| 1950 | 290.124       |
| 1960 | 389.929       |
| 1970 | 544.031       |
| 1980 | 726.120       |
| 1990 | 824.643       |
| 1995 | 896.702       |
| 2000 | 920.185       |
| 2005 | 949.684       |
| 2010 | 1.084.979     |
| 2015 | 1.181.050     |
| 2020 | 1.235.456     |

## Geschichte
Der Konquistador Nuño Beltrán de Guzmán begann im Dezember 1529 seinen Eroberungsfeldzug gegen die Völker im westlichen Neuspanien. Dabei unterwarf er auch Nayarit. Die schlechte Behandlung der einheimischen Indios löste im Frühjahr des Jahres 1540 in Tepic, der Hauptstadt des heutigen Bundesstaates, den Mixtón-Krieg aus. Er weitete sich als Rebellion gegen die spanische Kolonialmacht in andere Regionen Mexikos aus.
Nayarit gehörte von 1824 bis 1885 zum Bundesstaat Jalisco, der nach dem Mexikanischen Unabhängigkeitskrieg entstanden war. Der heutige Bundesstaat besteht seit dem 26. Januar 1917; das Gebiet des heutigen Bundesstaates stellte vorher, seit dem Jahre 1885, den Militärbezirk Tepic dar.